# Figli di Dio
Figli di Dio (in ebraico בני האלהים‎?, Bənê hāʼĕlōhîm, Bene Elohim, lett. "Figli di esseri divini/di potenze") è una frase usata dalla Bibbia ebraica (Tanakh). I Bene Elohim fanno parte di differenti gerarchie angeliche ebraiche.

## Bibbia ebraica
Nella Bibbia ebraica la frase "figli d[ell'] Elohim" si verifica in:
- Genesi 6:2[2] bənê hāʼĕlōhîm (in ebraico בְנֵי־הָֽאֱלֹהִים‎?) figli dell'Elohim.
- Giobbe 1:6[3] bənê hāʼĕlōhîm (בְּנֵי הָאֱלֹהִים) figli dell'Elohim.
- Giobbe 38:7[4] bənê ĕlōhîm (בְּנֵי אֱלֹהִֽים) senza articolo determinativo - figli di esseri divini.
- Salmi 29:1[5] bənê ēlîm (בְּנֵי אֵלִים) senza articolo determinativo - figli di elim.

Deuteronomio 32:8 menziona "figli di Israele" bÿney yisra'el (בְּנֵי יִשְׂרָאֵל) che viene tradotto come "figli d'Israele" dalla Nuova Diodati, "Israeliti" dalla Bibbia CEI, e come esempi in (EN) , "heavenly court (corte celeste)" nella New Living Translation e "heavenly assembly (assemblea celeste)" nella New English Translation.

## Origini letterarie

Diagramma dell'Ipotesi documentale o "teoria delle quattro fonti".
'J': tradizione jahvista
'E': tradizione Elohista
'D': tradizione Deuteronomista
'P': tradizione Codice Sacerdotale
'R': "Redattore" che ha compilato le fonti
- include la maggior parte del Levitico
† include la maggior parte del Deuteronomio
‡ "Deuteronomic History (Storia deuteronomica)": Giosuè, Giudici, Samuele 1&2, Re 1&2

La prima menzione di "figli di Dio" ricorre nella Bibbia ebraica (Tanakh), come soggetto del passo Genesi 6:1-4. In termini di origine storico-letteraria, il testo da cui questa frase proviene è tipicamente associato con la tradizione jahvista classica davidico-salomonica (cfr. Ipotesi documentale).
Alcuni storici sostengono che Genesi 6:1-4 abbia subito drastiche sintesi da parte dello scrittore originale o redattori successivi. L'esegeta inglese Nahum M. Sarna afferma che il testo non dia interpretazioni certe, a causa delle difficoltà nei temi testuali, l'estrema concisione, il lessico e la difficile sintassi. Sarna postula che tale passo non possa essere altro che un frammento, o un semplice abbozzo di una nota storia più completa .

### Testo ugaritico
Lo studioso tedesco Claus Westermann sostiene che il testo di Genesi 6 sia basato su un testo originale ugaritico. In lingua ugaritica, una frase imparentata è bn 'il. Ciò pare verificarsi nel Ciclo di Baal ugaritico.
- Keilschrift Texte aus Ugarit (KTU)² 1.40[20] dimostra che l'uso di bn il significa "figli degli dèi".[21]
- Keilschrift Texte aus Ugarit (KTU)² 1.65 (che potrebbe essere stato un esercizio scribale) usa bn il tre volte in successione: il bn il / dr bn il / mphrt bn il "El, i figli degli dèi / il circolo dei figli degli dèi / la totalità dei figli degli dèi."[18]

La frase bn ilm ("figli degli dèi") viene attestata anche nei testi ugaritici, come anche la frase phr bn ilm ("assemblea dei figli degli dèi").
Altrove nel corpus documentale ugaritico si riscontra che i bn ilm erano i 70 figli di Astarte e di El, che erano le divinità titolari dei popoli del mondo conosciuto, e il loro matrimonio "hieros gamos" con le figlie degli uomini diede origine ai loro governanti. Esiste una testimonianza in 2 Samuele 7 che ciò potrebbe esser stato il caso anche di Israele.

### Testo successivo
Lo storico J. Scharbert associa Genesi 6:1-4 con la fonte Sacerdotale e la redazione finale del Pentateuco. Su questa base, assegna il testo ad un'attività redazionale successiva. Il teologo Rüdiger Bartelmus vede solo Genesi 6:3 come inserimento successivo.
I biblisti Józef Milik e Matthew Black hanno proposto l'ipotesi di un'aggiunta testuale tardiva ad un testo che dipende da tradizione non canonica postesilica, come la leggenda degli angeli Grigori tratta dal Libro pseudoepigrafico di Enoch.

### Traduzioni
Molte versioni primarie di Genesi 6:1-4 variano nel rispettivo uso di "figli di Dio". Alcuni manoscritti del Septuaginta hanno emendazioni che traducono "figli di Dio" con "angeli". Il Codex Vaticanus contiene "angeli" in originale. Nel Codex Alexandrinus "figli di Dio" viene omesso e sostituito con "angeli". La versione siriaca Peshitta riporta "figli di Dio".

## Testi ebraici del Secondo Tempio
Il Libro di Enoch ed il Libro dei Giubilei fanno riferimento ai Grigori che vengono accomunati ai "figli di Dio" in Genesi 6. La Lettera di Barnaba è considerata da alcuni come una conferma della versione enochiana.

## Interpretazione

### Antichità cristiana
I primi scrittori cristiani come Giustino, Eusebio di Cesarea, Clemente Alessandrino, Origene di Alessandria e Commodiano ritennero che i "figli di Dio" in Genesi 6:1-4 fossero angeli caduti che si erano accoppiati in unione innaturale con femmine umane, risultando nella generazione di Nephilim. I cristiani moderni hanno criticato questa tesi ragionando sul commento di Gesù in Matteo 22:30 che gli angeli non si accoppiano, sebbene si riferisca solo agli "angeli nel cielo". Altri li hanno visti come discendenti di Set. Agostino d'Ippona accettò questa tesi, basandosi sui sermoni di Giulio Africano, nel suo libro La città di Dio che si riferisce ai "figli di Dio" come discendenti di Set (o Setite), lignaggio diretto di Adamo. Le "figlie degli uomini" sono viste come discendenti di Caino (o Cainite). Variazioni sul tema sono state portate da filosofi ebrei. Anche il biblista James M. Scott sostiene che l'identificazione di Gesù come Figlio di Dio scaturisce dalla teologia adozionista che fu successivamente rifiutata dal Concilio di Nicea.

### Ebraismo medievale
I tradizionalisti e i filosofi dell'Ebraismo nel Medioevo tipicamente osservavano una teologia razionale. Rigettavano qualsiasi credenza negli angeli ribelli o caduti poiché il male veniva considerato astratto. Fonti rabbiniche, specialmente il Targum, affermano che i "figli di Dio" che avevano sposato le figlie degli uomini erano semplici esseri umani di alta levatura sociale. Furono inoltre considerate regalità pagane o membri della nobiltà che, per lussuria, avevano sposato donne della popolazione generale. Altre varianti di questa interpretazione definiscono tali "figli di Dio" come re tirannici del Vicino Oriente antico che furono onorati come sovrani divini e che mantenevano un comportamento poligamo. Quale che fosse il punto di vista, permane il concetto primario dei razionalisti ebrei che afferma che i "figli di Dio" erano di origine umana.
Tra i sostenitori ebrei più noti della tesi dei "figli di Dio" si annoverano Saadya Gaon, Rashi, Tobiah ben Eliezer, Midrash Aggada, Abraham ibn ‛Ezra, Maimonide, Nachmanide, Gersonide, Shimon bar Yohai e Hillel ben Samuel. Ibn Ezra asseriva che i "figli di Dio" fossero uomini che possedevano poteri divini, ottenuti con la conoscenza astrologica, capaci di generare figli di dimensioni e forza inusuali.
Il commentatore ebraico Isaac Abrabanel considerava le aggadot di Genesi 6 come se si riferissero ad una qualche dottrina segreta e non doveva prendersi letteralmente. Abrabanel successivamente si associò a Nachmanide e a Gersonide nel promuovere il concetto che i "figli di Dio" erano le antiche generazioni che più si avvicinavano alla perfezione, poiché Adamo ed Eva erano perfetti. Sebbene ci siano variazioni su questo punto di vista, l'idea principale era che gli attributi perfetti di Adamo ed Eva furono tramandati di generazione in generazione. Tuttavia, man mano che ogni generazione passava, i loro perfetti attributi fisici diminuivano, cosicché le prime generazioni erano più potenti di quelle successive. Il declino fisico delle generazioni più giovani continuò fino al Diluvio, fino al punto che i loro giorni erano contati secondo quanto affermava Genesi 6:3. Era immorale per le generazioni più antiche frequentare le generazioni più recenti, per cui donne gracili generavano bambini insolitamente grandi. Il termine Nephilim veniva usato anche per indicare una statura. Filosofi medievali come Jacob Anatoli e Isaac Arama consideravano i gruppi e gli eventi di Genesi 6:1-4 come allegorie, innanzi tutto con riferimento al peccato di lussuria che fece decadere la più alta natura dell'uomo.